# 김병립
김병립(金柄立, 1953년 9월 5일, 제주특별자치도 제주시 ~ )은 대한민국의 제26·28대 제주특별자치도 제주시장, 제7·8대 제주특별자치도의원이며, 제6대 제주도 제주시의원이다.

## 학력
- 1960.03 ~ 1965.02 화북국민학교 졸업
- 1965.03 ~ 1968.02 제주제일중학교 졸업
- 1968.03 ~ 1971.02 제주제일고등학교 졸업
- 한국방송통신대학교 행정학 학사 졸업

### 비학위 수료
- ~ 2002 제주대학교 행정대학원 행정학 석사 졸업

## 경력
- 제주도 새마을지도과
- 제주도 지방과
- 1998.07 ~ 2002.06 제6대 제주도 제주시의회 의원
- 1998.07 ~ 2000.07 제6대 제주도 제주시의회 전반기 의장
- 2000.07 ~ 2002.06 제6대 제주도 제주시의회 후반기 의장
- 2002.07 ~ 2006.06 제7대 제주특별자치도의회 의원
- 2006.07 ~ 2010.06 제8대 제주특별자치도의회 의원
- 2008.07 ~ 2010.06 제8대 제주특별자치도의회 후반기 부의장
- 2010.07 ~ 2011.12 제26대 제주특별자치도 제주시 시장
- 2014.12 ~ 2016.06 제29대 제주특별자치도 제주시 시장

## 역대 선거 결과
|  | 45.51% |

|  | 0% |

|  | 52.96% |

|  | 36.85% |